# Federalna Służba Ochrony Federacji Rosyjskiej
Federalna Służba Ochrony Federacji Rosyjskiej (FSO, ros. Федеральная служба охраны Российской Федерации, ФСО) – federalna służba specjalna w Rosji powołana na mocy Ustawy o ochronie państwowej z 27 maja 1996 r. FSO odpowiada za prowadzanie polityki rządu i regulacji prawnych w dziedzinie bezpieczeństwa państwa, ochronę wyższych urzędników państwowych, w tym prezydenta Federacji Rosyjskiej; zabezpieczenie części obiektów państwowych wraz z przylegającymi do nich terenami, a także za kontrolowanie oraz nadzorowanie w zakresie służby straży państwowej. FSO ma również za zadanie ochronę bezpieczeństwa przedstawicieli państw przebywających na terytorium Federacji Rosyjskiej oraz zajmuje się polityką bezpieczeństwa informacyjnego kraju. Nadzór nad FSO sprawuje prezydent Federacji Rosyjskiej.
W ustawie o ochronie państwowej określono funkcje, zakres zadań oraz zasady działania FSO w obrębie państwowej ochrony. Zdefiniowano także podstawowe terminy takie jak ochrona państwowa, obiekty ochrony państwowej, obiekty ochraniane, system przepustek czy przedsięwzięcia ochronne.

## Podstawy prawne
Do głównych aktów prawnych regulujących działanie FSO należą:
1. Federalna ustawa o państwowej ochronie z 27 maja 1996 r. (wielokrotnie nowelizowana; ostatnia nowelizacja z 4 sierpnia 2022 r.)[1].
2. Dekret Prezydenta Federaci Rosyjskiej z 7 sierpnia 2004 r. nr 1013, Sprawy Federalnej Służby Ochrony Federacji Rosyjskiej (wielokrotnie nowelizowany; ostatnia nowelizacja z 3 marca 2022 r.)[6].
3. Dekret Prezydenta Federacji Rosyjskiej nr 1146 z 1 października 2005 r., O wniesieniu zmian do dekretu prezydenta Federacji Rosyjskiej z 7 sierpnia 2004 r. nr 1013, Sprawy Federalnej Służby Ochrony Federacji Rosyjskiej.
4. Dekret Prezydenta Federacji Rosyjskiej z dnia 5 grudnia 2016 r. nr 646. „O zatwierdzeniu Doktryny Bezpieczeństwa Informacyjnego Federacji Rosyjskiej”[7].

Powyższe akty normatywne:
- regulują główne zadania realizowane przez FSO[6][7],
- porządkują strukturę FSO[6],
- regulują współdziałanie FSO z organizacjami Federacji Rosyjskiej i organizacjami państw obcych[1],
- określają środki służące realizacji ochrony państwa[1],
- wymieniają organy odpowiadające za zapewnienie bezpieczeństwa państwa[1],
- wymieniają podmioty podlegające ochronie państwa[1],
- określają odpowiedzialność funkcjonariuszy organów bezpieczeństwa państwa[1],
- określają zasady, na podstawie których dozwolone jest stosowanie siły fizycznej, środków specjalnych, broni i sprzętu wojskowego przez funkcjonariuszy organów ochrony państwa[6],
- określają uprawnienia FSO[6],
- określają procedury powiadamiania Ministerstwo Sprawiedliwości o zamiarze wykonywania czynności związanych z pełnieniem funkcji agenta zagranicznego po jej przybyciu do Federacji Rosyjskiej[6],
- dają nadrzędność FSO w kontekście bezpieczeństwa integralności systemu informacyjnego[7],
- wskazują FSO, jako organ kontrolujący listę osób fizycznych pełniących funkcje agenta zagranicznego, odpowiadając jednocześnie za nadzór osób dołączających[6].

## Geneza
Historia i tradycje ochrony ważnych osobistości w Rosji sięgają czasów carskich. Przyjęty wtedy model despotyzmu orientalnego wymagał zarówno centralizacji silnej władzy, jak i stworzenia militarnego społeczeństwa ze stojącym nad nim rozbudowanym aparatem represji oraz rozwiniętą biurokracją. Takie tradycje zmuszały każdego władcę do zapewnienia sobie i innym ważnym urzędnikom ochrony w ramach służb państwowych. Instytucje odpowiedzialne za takie zadania, jak dzisiejsze FSO, istniały w zasadzie od początków kształtowania się rosyjskiej państwowości.

### Czasy KGB
Poprzednikiem FSO był 9. Zarząd KGB ZSRR. Jednostka ta zajmowała się ochroną osobistą przywódców partii komunistycznej i rządu, byłych polityków zajmujących te stanowiska oraz osób razem z nimi zamieszkujących. Ponadto zajmowała się ochroną kluczowych budynków partyjno-rządowych, schronów atomowych, infrastruktury krytycznej państwa czy prywatnych posiadłości najważniejszych osób w ZSRR. Narzędziami pomagającymi Służbie Ochrony KGB w realizacji zadań były: podległy mu Pułk Kremlowski, przystosowane do ochrony środki transportu (np. opancerzone limuzyny), własne zakłady kontroli żywieniowej i przetwórstwa, bezpieczna łączność bezprzewodowa, strzeżone ośrodki wypoczynkowe dla najważniejszych polityków oraz odpowiednie zasoby kadrowe. Dodatkowo w konkretnych przypadkach, Zarząd 9. mógł zwracać się do innych jednostek MSW czy KGB o wsparcie osobowe. Stanowisko naczelników Służby Ochrony KGB pełniło trzech wojskowych: Jurij Storożiew (1974-1983), Jurij Plechanow (1983-1991), Władimir Riedkoborodyj (1991).

### Upadek ZSRR i przekształcenia służb specjalnych w Federacji Rosyjskiej
Po upadku Związku Radzieckiego oraz rozwiązaniu KGB w grudniu 1991 r., Służba Ochrony KGB została przekształcona w Główny Zarząd Ochrony (GZO) Federacji Rosyjskiej. Podlegały jej: Pułk Kremlowski, 27. Zmotoryzowana Brygada Specjalnego Przeznaczenia, 119. Pułk Desantowo-Spadochronowy oraz niektóre inne pododdziały byłego KGB. Generałami dowodzącymi byli kolejno: ostatni szef 9. Zarządu – Władimir Riedkoborodyj (1991-1992), Michaił Barsukow (1992-1995), Jurij Krapiwin (1995-2000). 19 czerwca 1996 r., dekretem Prezydenta Federacji Rosyjskiej, Główny Zarząd Ochrony Federacji Rosyjskiej oficjalnie został przemianowany na Federalną Służbę Ochrony Federacji Rosyjskiej. Dyrektorem nowej służby został generał porucznik Jurij Krapiwin.
Po starciu z parlamentem w 1993 roku, z obawy o własne bezpieczeństwo, Borys Jelcyn zatwierdził utworzenie instytucji, której zadaniem miała być tylko i wyłącznie ochrona prezydenta FR. Na mocy tej decyzji powstała Służba Bezpieczeństwa Prezydenta FR. Początkowo była ona samodzielnym urzędem państwowym powstałym po wydzieleniu części GZO, wyspecjalizowanego do ochrony głowy państwa. SBP miała prawo gromadzić i przetwarzać informacje o zagrożeniach krajowych i zagranicznych. W 1994 roku, na żądanie Jelcyna, SBP utworzyła wydział „P” odpowiedzialny za zwalczanie korupcji wśród personelu rosyjskiego rządu. Służba miała uprawnienia do bezpośredniego współdziałania z organami sądowniczymi Rosji. W połowie lat 90. SBP utworzyła sekcję ochrony kobiet, która miała zapewnić bezpieczeństwo żon przyjezdnych zagranicznych głów państwa oraz kobiet z rodziny Jelcyna. Szef SBP miał uprawnienia ministra federalnego. W latach 1993–1996 SBP dowodzili kolejno gen. Aleksander Korżakow oraz Jurij Krapiwin. Służba Bezpieczeństwa Prezydenta Rosji została połączona z Federalną Służbą Ochrony w sierpniu 1996 r. (GZO zostało przemianowane na FSO, dwa miesiące wcześniej, w czerwcu 1996 r.).
W połowie lat 90. GZO, a następnie FSO, oficjalnie liczyły od 20 000 do 22 000 ludzi. W rzeczywistości w 1996 roku dla GZO pracowało 44 000 ludzi.

## Funkcje i zadania FSO
Zadania funkcjonariuszy FSO zostały określone w Ustawie o ochronie państwowej z 27 maja 1996 r. Należą do nich:
- ochrona prezydenta Federacji Rosyjskiej (realizowana jest od momentu oficjalnego ogłoszenia wybranego prezydenta, aż do jego śmierci),
- ochrona rodziny prezydenta oraz osób z nim zamieszkujących,
- ochrona urzędników państwowych (tj. premiera, przewodniczącego: Rady Federacji, Dumy Państwowej, Sądu Konstytucyjnego, Sądu Najwyższego, Sądu Arbitrażowego i Generalnego Prokuratora) w czasie wykonywania zadań wynikających z zajmowanego stanowiska,
- ochrona głów państw czy rządów, które przebywają na terytorium Federacji Rosyjskiej (na podstawie decyzji prezydenta FR ochrona może być zapewniona innym osobom zajmującym stanowiska państwowe, deputowanym oraz urzędnikom federalnym),
- ochrona budynków, w których zlokalizowane są federalne organy władzy państwowej, jak również znajdujących się wokół nich terenów i akwenów,
- zabezpieczanie środków transportu, którymi poruszają się ochraniane osoby,
- wykrywanie oraz powstrzymywanie planów przeprowadzenia zamachu na osoby, które objęte są ochroną,
- prowadzenie działalności mającej na celu ochronę informacji przed ich wydostaniem się z obiektów, które objęte są nadzorem,
- zapewnienie łączności specjalnej,
- walka z działalnością terrorystyczną,
- utrzymywanie porządku społecznego[4],
- wykrywanie i przeciwdziałanie atakom hakerów[13].

## Struktura
Obecny kształt struktury FSO uformowany został dekretem prezydenta FR z 7 sierpnia 2004 r. (nr 1013) Na czele zarządu FSO stoi dyrektor. FSO prowadzi swoją działalność również za pośrednictwem organów terytorialnych.
Instytucja ta dzieli się na Służbę Bezpieczeństwa Prezydenta Federacji Rosyjskiej (SBP), Służbę Komendanta Moskiewskiego Kremla oraz Służbę Specjalną ds. Komunikacji i Informacji (SSSI).

### Służba Bezpieczeństwa Prezydenta Federacji Rosyjskiej

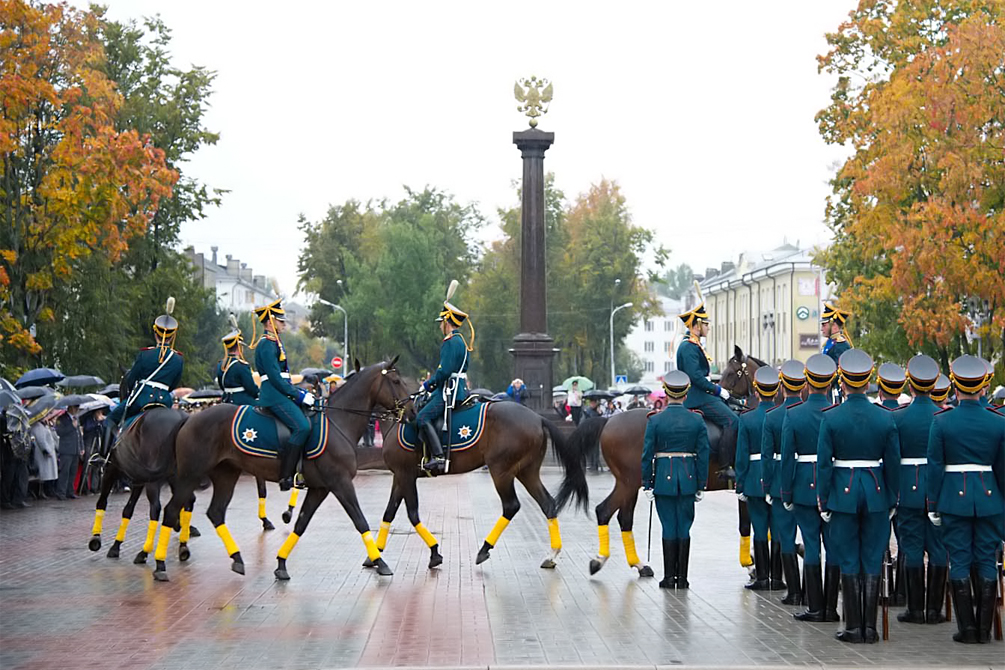
Honorowa Eskorta podczas otwarcia płaskorzeźb na Steli Chwały Wojskowej w Nowogrodzie

Służba Bezpieczeństwa Prezydenta (SBP) jest organem, który zajmuje się przede wszystkim zapewnieniem bezpieczeństwa decydentom politycznym Federacji Rosyjskiej, w tym głównie prezydentowi. Ponadto, pod pieczą dyrektora SBP znajduje się tzw. Garaż Specjalnego Przeznaczenia (GON), czyli miejsce, w którym przechowuje się pojazdy służące do przewozu najważniejszych osób w państwie (przede wszystkim prezydenta, ale także innych przedstawicieli rosyjskiego aparatu władzy oraz gości honorowych). W skład GON od 2019 r. wchodzi Eskorta Honorowa.

### Służba Komendanta Moskiewskiego Kremla
Potocznie nazywana jest Służbą Ochrony, a na jej czele stoi sekretarz stanu. W jej strukturze wyróżnia się:
- Pułk Kremlowski – jednostka wojskowa stacjonująca na Kremlu, która za główne zadanie obrała ochronę Kremla moskiewskiego, a także przebywających tam przedstawicieli władz FR[19].
- Pułk Prezydencki – ciężko uzbrojone oddziały wojskowe. Wyróżniają one FSO od innych służb specjalnych Federacji Rosyjskiej. Do obowiązków personelu pułku należy pilnowanie ważnych obiektów państwowych[19].
- Orkiestra prezydencka – głównym zadaniem Orkiestry prezydenckiej jest zapewnienie państwowych imprez protokolarnych z udziałem prezydenta Federacji Rosyjskiej, a także innych czołowych przywódców kraju. Oprócz tego organizuje koncerty dla weteranów Wielkiej Wojny Ojczyźnianej, zapraszając do nich twórcze zespoły, znanych solistów oraz aktorów teatralnych i filmowych[20].

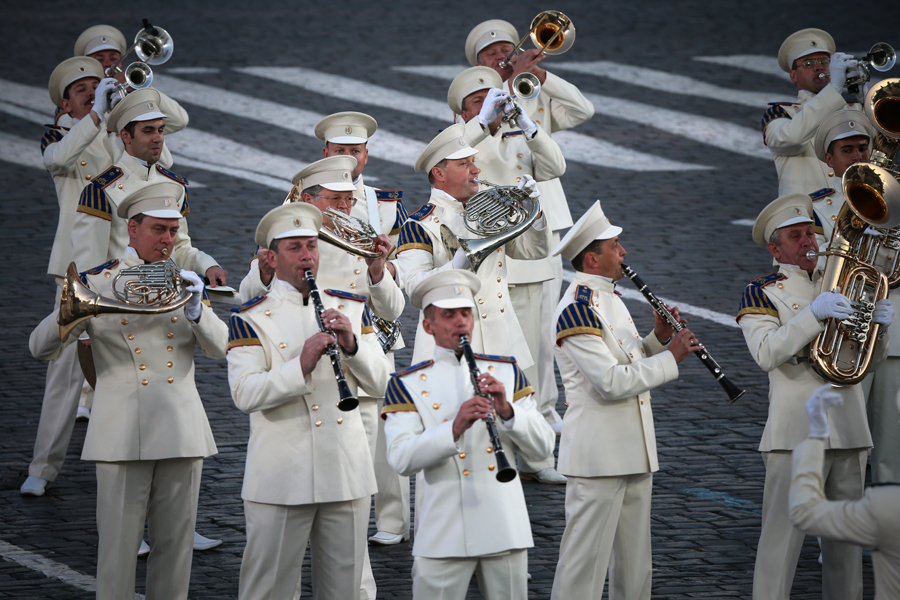
Orkiestra Prezydencka Federacji Rosyjskiej biorąca udział w Festiwalu Wieży Spasskiej w 2014 roku

### Służba Specjalna ds. Komunikacji i Informacji (SSSI)
Służba Specjalna ds. Komunikacji i Informacji (SSSI) to organ, który zajmuje się ochroną tajemnic państwowych przy użyciu nowoczesnych technologii (wywiad elektroniczny, satelity, systemy do przechwytywania fal radiowych), a także szyfrowaniem. Piony analityczne SSSI zajmują się między innymi niejawnymi badaniami socjologicznymi (np. badanie nastrojów społecznych), których wyniki są utajnione. FSO informuje jedynie media, że takie badania miały miejsce, aby pokazać swoje możliwości opinii publicznej. W strukturę SSSI wchodzą jednostki SSSI w Okręgach Federalnych, instytut badawczy „Kontur”, Akademia FSO oraz Instytut Komunikacji Rządowej w Woroneżu.
- Instytut badawczy „Kontur” zajmuje się przekazywaniem FSO analiz socjologicznych, publikacji medialnych i statystyk np. w celu prognozowania możliwości wystąpienia protestów[22].
- Akademia FSO Rosji to instytucja wojskowa odpowiedzialna za szkolnictwo wyższe i wykształcenie kadr dla Federalnej Służby Ochrony. Głównym celem Akademii jest wychowanie patriotyczne, wierność służbie wojskowej, a także przywiązanie do Federacji Rosyjskiej.
- Instytut Komunikacji Rządowej w Woroneżu znany jest także jako największa szkoła hakerska na świecie i formalnie stanowi część Akademii FSO Rosji.

## Kierownictwo
Ogólny nadzór i kontrolę nad organami ochrony państwowej sprawują prezydent Federacji Rosyjskiej oraz rząd w ramach swych kompetencji.

### Kompetencje dyrektora FSO
Kompetencje dyrektora FSO są szczegółowo opisane w dekretach prezydenta Federacji Rosyjskiej. Wśród nich można wyróżnić m.in.:
- dyrektor jest odpowiedzialny za realizację zadań powierzonych organom bezpieczeństwa państwa w ustalonym obszarze działania,
- organizuje pracę FSO,
- przedstawia propozycje w sprawach nadawania każdemu doradcy państwowemu odpowiedniego stanowiska,
- przedstawia propozycje o łącznej ilości stanowisk w organach bezpieczeństwa,
- przedstawia projekty rozporządzeń dotyczących FSO,
- reprezentuje FSO w organach państwowych oraz w państwach obcych lub organizacjach międzynarodowych,
- zatwierdza normy uzbrojenia, sprzętu wojskowego i specjalnego zgodnie z wykazami rodzajów uzbrojenia przyjętym zgodnie z procedurą FSO w Rosji.

### Dyrektorzy FSO
Dyrektor FSO podlega bezpośrednio prezydentowi FR. W skład kierownictwa wchodzi również czterech zastępców w tym jeden w randze sekretarza stanu.
|  | Osoba            | Okres sprawowania funkcji | Opis |
|  | Jurij Krapiwin   | (1996–2000)               | Urodzony w 1947 r. Ukończył Rosyjską Szkołę Inżynierską. Służył w Armii Radzieckiej. Był starszym oficerem w 9. Zarządzie KGB. Od 1995 r. był szefem GZO, a w 1996 r., po zmianie nazwy FSO, aż do 2000 r. Posiada tytuł generała pułkownika. |
|  | Jewgienij Murow  | (2000–2016)               | Urodzony w 1945 r. Wyższe wykształcenie uzyskał w Instytucie Technologii Przemysłu Papierniczego Kirov w Leningradzie, później wstąpił do Instytutu Czerwonego Sztandaru PKU KGB ZSRR, który ukończył. Gdy miał 26 lat rozpoczął pracę w Komitecie Bezpieczeństwa Państwowego ZSRR. W 1992 r. stał na czele powiatowej jednostki FSB w Obwodzie Leningradzkim, a w 1997 r. został zastępcą szefa całego FSB. W 2000 r. mając stopień generała majora powołano go na dyrektora FSO. W 2004 r. został generałem armii. Był to pewnego rodzaju szok dla opinii publicznej, gdyż nikt wcześniej nie zdobył tak szybko tak wysokiego odznaczenia. Okres, w którym sprawował szefostwo był dosyć spokojny, w obiegu znajduje się bardzo mało informacji na ten temat. Wiadomo jedynie, że jako dyrektor FSO, zgłosił ryzyko ataku terrorystycznego przez co szczyt G8 został przełożony. W 2010 r. przeszedł na emeryturę mając wtedy 65 lat, mimo to jednak do 2016 r. sprawował funkcję dyrektora FSO. Cieszył się dużym zaufaniem prezydenta FR. |
|  | Dmitrij Koczniew | (2016 –)                  | Urodzony w 1964 r. Posiada wyższe wykształcenie specjalistyczne. Od 1984 do 2002 służył w strukturach bezpieczeństwa ZSRR. W strukturach FSO funkcjonuje od 2002 r. Od 2015 był zastępcą dyrektora FSO. Kierował wtedy Służbą Bezpieczeństwa Prezydenta Federacji Rosyjskiej. W 2016 r. stanął na czele FSO oraz uzyskał stopień generała majora. |

| Osoba                             | Rok objęcia funkcji | Funkcja                                                    |
| --------------------------------- | ------------------- | ---------------------------------------------------------- |
| Klimentiew Oleg Ateistowicz       | od 2015 r.          | Pierwszy Zastępca Dyrektora                                |
| Tulupow Wiktor Stiepanowicz       | od 2016 r.          | Sekretarz Stanu                                            |
| Rubieznoj Aleksiej Aleksandrowicz | od 2016 r.          | Szef Służby Bezpieczeństwa Prezydenta Federacji Rosyjskiej |
| Udowienko Siergiej Nikołajewicz   | od 2020 r.          | Szef Służby Komendanta Moskiewskiego Kremla                |
| Zapłatkin Wasilij Aleksandrowicz  | od 2021 r.          | Szef Specjalnej Służby Łączności i Informacji              |

## Kadra
Liczba funkcjonariuszy i cywilnych pracowników jest ustalana przez Prezydenta Federacji Rosyjskiej. W 2005 r. była ona szacowana na nie więcej niż 10 tysięcy. Natomiast w 2016 r. Aleksander Korżakow były szef służb bezpieczeństwa w Rosji przyznał, że liczba funkcjonariuszy „dziewiątki” liczyła 15 tysięcy, a obecnie FSO w swoich szeregach ma około 50 tysięcy osób. Wzrost ten miał być spowodowany zlikwidowaniem oddziałów FAPSI i utworzeniem w jej ramach SSSI w strukturach FSO. Niemniej jednak oficjalne dane są tajne.

### Kompetencje funkcjonariuszy

Godło klapy FSO

Funkcjonariusze FSO są uprawnieni do:
- prowadzenia czynności operacyjno-śledczych, w ramach obowiązujących przepisów, legitymacji obywateli i funkcjonariuszy, kontroli wejścia oraz wyjścia z ochranianych budynków, tym samym za pomocą odpowiednich środków do sprawdzania bagaży wnoszonych na teren owych budynków,
- wykorzystywania niezbędnych sił i środków mających umożliwić im przeprowadzanie przedsięwzięć ochronnych,
- prowadzenia własnego śledztwa, przesłuchiwania i inwigilowania podejrzanych,
- swobodnego wchodzenia w zamieszkane przez obywateli pomieszczenia, budynki, działki, dotyczy to również organizacji i instytucji wraz z przyległymi do nich terenami[4]. Działania te jednak muszą być zgłoszone prokuratorowi w okresie 24 godzin od czasu rozpoczęcia interwencji[4]
- korzystania ze środków transportu innych instytucji, niezależnie od ich statusu własności, z pominięciem środków należących do korpusu dyplomatycznego, innych krajów i organizacji międzynarodowych. W wyjątkowych sytuacjach mogą wykorzystać pojazdy prywatne.
- użycia siły fizycznej oraz środków specjalnych i broni, jednakże ponoszą odpowiedzialność za jakiekolwiek przekroczenie uprawnień[4].

Podczas wykonywania swoich obowiązków funkcjonariusze nie podlegają rewizji, zatrzymaniu, rewizji osobistej, przeglądu środków transportu, bez udziału właściwego przedstawiciela FSO lub decyzji sądu.
Wśród podstawowych obowiązków funkcjonariuszy FSO wylicza się:
- ujawnienie, uprzedzenie i zlikwidowanie zamachu na osoby i obiekty podlegające ochronie,
- organizację i przeprowadzenie niezbędnych przedsięwzięć ochronnych, technicznych i innych dla celów zapewnienia bezpieczeństwa ochranianym,
- podtrzymywanie porządku społecznego w celu zapewnienia bezpieczeństwa ochranianym w miejscach ich pobytu (stałego i tymczasowego),
- eskortę środków transportu, w których poruszają się ochraniani,
- zabezpieczenie, organizację i przeprowadzenie na ochranianych obiektach, miejscach stałego lub czasowego pobytu ochranianych, działań o charakterze operacyjno-technicznym, sanitarno-higienicznym, ekologicznym, antyradiacyjnym i epidemiologicznym[4].

### Stopnie funkcjonariuszy

Szeregowy Pułku Prezydenckiego SKMK FSO Rosji

| Stopnie żołnierskie      | Stopnie żołnierskie | Stopnie żołnierskie | Stopnie żołnierskie |
| ------------------------ | ------------------- | ------------------- | ------------------- |
|                          |                     |                     |                     |
| Sierżanci i brygadziści  |                     |                     |                     |
|                          |                     |                     |                     |
| Chorąży                  |                     |                     |                     |
|                          |                     |                     |                     |
| Młodsi oficerowie        |                     |                     |                     |
|                          |                     |                     |                     |
| Starsi oficerowie        |                     |                     |                     |
|                          |                     |                     |                     |
| Starszy Korpus oficerski |                     |                     |                     |
|                          |                     |                     |                     |

Ponadto FSO wyróżnia:

## Odznaczenia
Odznaczenia możliwe do zdobycia przez funkcjonariuszy FSO:
- Honorowy Oficer Federalnej Służby Ochrony Federacji Rosyjskiej
- Za Honor i Godność w Służbie Ojczyźnie
- Za Służbę w FSO Rosji
- 25 lat Nienagannej Służby
- Za Zasługi (I, II oraz III stopnia)
- Doskonały Pracownik FSO Rosji[30].

Medale:
- Za wyróżnienie w Wykonywaniu Zadań Specjalnych
- Za Waleczność Wojskową
- Za Zasługi w Służbie Wojskowej (I, II oraz III stopnia)
- Za Doskonałość w Pracy
- Weteran Federalnej Służby Ochrony
- Za Współpracę w Walce[30].

## Symbolika
| Hymn FSO | Hymn FSO |
| --- | --- |
| Oryginał | Tłumaczenie |
| Вот такая, брат, у нас работа – Родину-Россию защищать. День и ночь в Кремле стоим на страже, За нее готовы жизнь отдать.                                         | To, bracie, jest nasze zadanie – Chronić Ojczyznę-Rosję. Dzień i noc na Kremlu stoimy na straży, Gotowi oddać za nią życie.                                                             |
| Да, работа, брат, у нас такая – Быть охраной Первого лица, А за ним Россия вся без края – Нет превыше чести для бойца.                                            | Tak, bracie, takie mamy zadanie – Być strażnikiem Pierwszej Osoby, A za nim całej Rosji bez granic – Nie ma wyższego honoru dla wojownika.                                              |
| Вот так, чеканя твердо шаг. Вперед! Вот так, держа победы флаг, идет Федеральная служба охраны Российской Федерации. Федеральная служба охраны Президента страны. | To wszystko, zdecydowanym krokiem. Do przodu! W ten sposób, trzymając flagę zwycięstwa, idzie Federalna Służba Ochrony Federacji Rosyjskiej. Federalna Służba Ochrony Prezydenta kraju. |
| Наши сине-черные береты Сквозь огонь прорвутся и картечь. Мы присяги свято чтим заветы. Мы первый щит и самый быстрый меч.                                        | Nasze niebiesko-czarne berety Śrut również przebije się przez ogień. Przysięgamy szanować przymierza. Jesteśmy pierwszą tarczą i najszybszym mieczem.                                   |
| Вот так, чеканя твердо шаг. Вперед! Вот так, держа победы флаг, идет Федеральная служба охраны Российской Федерации. Федеральная служба охраны Президента страны. | To wszystko, zdecydowanym krokiem. Do przodu! W ten sposób, trzymając flagę zwycięstwa, idzie Federalna Służba Ochrony Federacji Rosyjskiej. Federalna Służba Ochrony Prezydenta kraju. |
| Первый щит. Мы самый быстрый меч. Мы – последний есть рубеж. | Pierwsza tarcza. Jesteśmy najszybszym mieczem. Jesteśmy ostatnią granicą. |
| Федеральная служба охраны Российской Федерации. Федеральная служба охраны Президента страны.                                                                      | Federalna Służba Ochrony Federacji Rosyjskiej. Federalna Służba Ochrony Prezydenta kraju.                                                                                               |

## Charakterystyczne cechy formacji
1. Ze względu na charakter, funkcje oraz miejsce w systemie bezpieczeństwa, FSO jest jedną z najmniej znanych służb specjalnych w Federacji Rosyjskiej, co przejawia się w polityce tajności, do której FSO przykłada ogromną wagę[15].
2. FSO jest jedną z najlepiej zaopatrzonych i rozwiniętych technologicznie oraz szkoleniowo służb świata, powiedział w wywiadzie z 2021 r. dla TASS zastępca dyrektora FSO i sekretarz stanu Wiktor Szlemin[32].
3. Prezydent Federacji Rosyjskiej nie ma możliwości zrezygnowania z ochrony przez FSO, przysługuje mu ona dożywotnio[3].
4. Działająca przy FSO, Orkiestra Prezydencka (powstała w 1918 r.) złożona jest z ok. 140 muzyków. Głównym dyrygentem orkiestry jest A. N. Orłow. Orkiestra koncertuje w Rosji oraz poza granicami kraju. Muzycy wykonują przede wszystkim repertuar klasyczny, w tym spektakle baletowe P. Czajkowskiego, L. Minkusa czy S. Prokofiewa[20].
5. Honorowa Eskorta, działająca przy Garażu Specjalnym (GON), to pluton motocyklowy, którego głównym zadaniem jest eskortowanie i zapewnianie bezpieczeństwa piastunom najwyższych urzędów państwowych w czasie ich oficjalnych wizyt w Federacji Rosyjskiej. Honorowa Eskorta ma na swoim koncie ponad 1000 eskort[33]
6. FSO posiada ośrodki badawcze i edukacyjne oraz przedsiębiorstwa federalne: Akademia FSO Rosji, Instytut Komunikacji Rządowej, Centrum Szkoleniowe prezydenckiego pułku SKMK FSO Federacji Rosyjskiej, Centrum Dostarczania Informacji „Energia”, Instytut Badawczy, Centrum Komunikacji Społecznej.
7. Zgodnie z ustawą funkcjonariusze FSO nie mogą być związani z partiami politycznymi oraz innymi organizacjami społecznymi[6].
8. Funkcjonariusze FSO nie mogą podejmować dodatkowej pracy, wyjątkami są: działalność naukowa, działalność twórcza czy prowadzenia wykładów[4].
9. W pierwszej połowie 2023 r. media obiegła informacja na temat byłego funkcjonariusza FSO kpt. Gleba Karakułowa, który 14 października 2022 roku zbiegł z Rosji. Według informacji zgromadzonych przez portal Dossier Center był to wysoki rangą oficer w prezydenckim wydziale łączności. Powodem dezercji miał być sprzeciw mężczyzny względem prowadzenia przez FR wojny z Ukrainą. W ciągu 13 lat towarzyszył Władimirowi Putinowi w ponad 180 podróżach. Jego jednostka odpowiadała za zapewnianie stałej szyfrowanej komunikacji. Podczas wywiadu udzielanego portalowi zdradził szczegóły pracy operacyjnej, procedur, a także zwyczajów, nawyków oraz kondycji zdrowotnej prezydenta Rosji. Opowiedział również o sposobach zapewniania bezpiecznej łączności i środkach transportu. Jego ucieczka i dzielenie się wiedzą oraz doświadczeniem na temat mało znanej służby, jaką jest FSO, mogą być szansą dla opinii publicznej, ale i dla służb specjalnych innych państw, do lepszego poznania i zrozumienia aparatu bezpieczeństwa Rosji[34].